# Geschützwagen

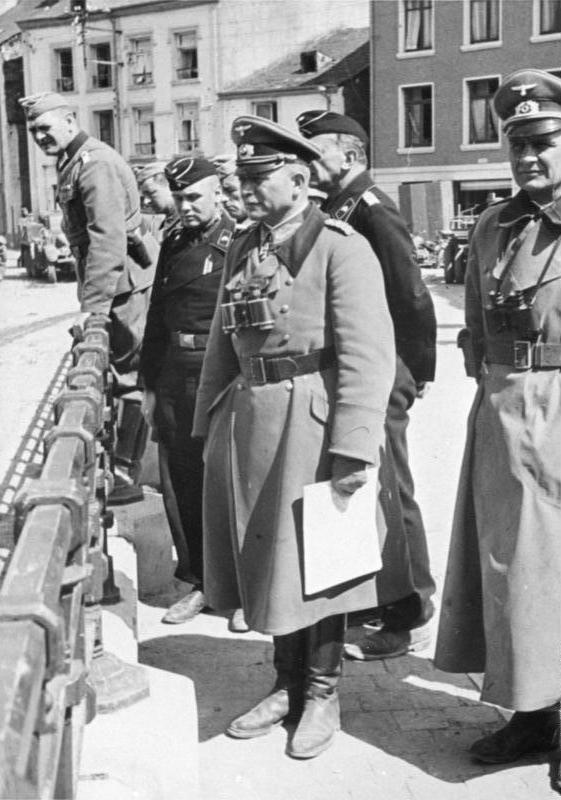
Heinz Guderian, a német páncéloserők „atyja” a franciaországi Bouillonban

A második világháborúban a német hadsereg rendszeresített harcjárművei közül azokat nevezték Geschützwagennek (szó szerint löveges jármű, magyar terminológiával önjáró löveg), amelyek valamilyen harckocsi vagy lánctalpas vontató átalakításával páncélvadásszá, vadászpáncélossá vagy rohamlöveggé változtak. A harckocsiból átalakítottakra jellemző, hogy a forgatható torony nélkül beépített fegyverzet nagyobb és nehezebb lehetett, ezért erősebbé vált. Ezek az eszközök általában nehezebbek, mint az eredeti járművek, ezért mozgékonyságuk, hatótávolságuk csökken, súlypontjuk feljebb tolódik, ami stabilitásukat rontja. A legjobban sikerült önjáró lövegek a Hetzer és a Jagdpanzer V (Jagdpanther) vadászpáncélosok voltak, amelyeknél a harckocsik jellemzésére használt, Heinz Guderian által hangsúlyozottan megfogalmazott hármas követelmény (mozgékonyság-páncélvédettség-tűzerő) jó összhangot alkot.

## Páncélvadász, vadászpáncélos, rohamlöveg és önjáró tüzérség
Az önjáró lövegek alább háromfelé osztott kategóriája (rohamlöveg, vadászpáncélos és páncélvadász) eredetileg nem megkülönböztetett típus. Azonos Sd.Kfz. számon futottak például a StuG és StuH változatok, amelyek egyébként is gyakorlatilag csak a beépített fegyverzetben tértek el egymástól. Ugyanakkor alapvetően különböző feladataik miatt a harcászatban mindig is élesen elváltak egymástól. A különbségre rávilágított 1977-ben Karl H. Brockschmidt a 12. SS-páncélvadászosztály 1944. decemberi átszervezésével kapcsolatos nyilatkozatában:
„Az osztály mint páncélvadászosztály bevált és magas kitüntetéseket kapott. Most azonban arról volt szó, hogy ebből a páncélvadász-osztályból egy rohamlövegosztályt csináljak. Ez azt jelentette, hogy a páncélvadász-felfogást (várni, lesben állni, majd a páncélost kilőni) a rohamlövegosztály dinamikus harcászatává kellett átalakítani. Az osztály feladata az kellett legyen, hogy a súlypontokon az útból mindent szétlőjön és a gyalogságot magával húzza.”
A páncélvadász tehát alapvetően defenzív harceszköz, amely a támadó páncélosok megállítását, kilövését álcázott, beásott állásokból teljesíti, legtöbbször a tűzkiváltás után villámgyors helyváltoztatással, hogy a tüzérfelderítést elkerüljék. A harcmodort, az alkalmazott taktikát, így a jármű besorolását nagyban befolyásolta, hogy a számbajöhető ellenfelek milyen tűzerővel rendelkeztek. A Nashorn önjáró páncéltörő löveg az első időkben még kiválóan alkalmas volt rohamlövegként való bevetésre, a későbbiekben inkább páncélvadász ként alkalmazták. A tendencia az volt, hogy a rohamlövegnek kifejlesztett járműveket az ellenfél tűzerejének növekedésével egyre inkább páncélhárításra használták. Csak az első időkben kialakított, igen gyenge páncélzatú önjáró lövegek voltak olyanok, hogy kifejlesztésük pillanatától kezdve páncélvadászok voltak (Panzerjäger I, Marder sorozat stb).
Az önjáró tüzérség a tábori lövegek járműre ültetésével keletkezett, célja egyértelműen a gyorsaság és bevethetőség növelése volt. A vontatott és platóra málházott lövegekkel ellentétben a lánctalpas alvázra szerelt lövegek terepen is kiválóan közlekedtek, a tüzelésre gyakorlatilag azonnal készek voltak a megállást követően.
Sturmgeschütz – rohamlöveg
Eredetileg gyalogság offenzív előrenyomulását támogatására szánt támogató fegyver, a megerődített védelmi pontok és géppuska fészkek felszámolására alkalmas fő fegyverzettel. Alapvetően a harckocsi alvázra szerkesztett zárt küzdőtérrel (alacsony sziluettel), viszonylag hatékony páncélvédelemmel (erre első vonalbeli fegyver ként szüksége is volt) és az abba beépített, korlátozott oldal irányzású löveggel rendelkezett. Eredeti feladatát tekintve a gyalogság harc rendjében, közvetlen irányzású fegyver ként harcolt.
Később a Sturmgeschütz kategória a hosszú csövű páncéltörő ágyúra történő átfegyverzése után, egyre inkább páncélhárító feladatkörben kezdték alkalmazni.
Panzerjäger – páncélvadász
Számos eltérés volt a rohamlöveghez képest. Először is a páncélvadász feladatkörét tekintve egy defenzív fegyver. Nem az első vonalban hanem védekező, úgynevezett lesállásokban várja az ellenséges páncélosok támadását (ebből adódóand ez eredendően páncélhárító eszköz). A lesállás általában fedett és álcázott olyan tüzelőállás ahonnan az ellenség megközelítési útvonalát vagy gyülekező állásait be lehet pásztázni. Az első néhány lövés leadása után a páncélvadászok visszavonulnak majd a váltó-tüzelőállást foglalnak.
Lényeges különbség volt, hogy a rohamlöveggel ellentétben vékony páncélzattal rendelkezett (ebből adódóan nem igen feleltek meg offenzív célra bár volt rá példa, hogy offenzív módon is bevetették őket). A küzdőtér továbbá felül és hátul nyitott volt. Itt is első sorban harckocsi alvázakra építették a fegyverzetet, a Nashorn kivételével általában könnyebb és kisebb harckocsi alvázra mint a rohamlövegeket.
Jagdpanzer – vadászpáncélos
Ez a kategória is harckocsi alvázra épült. Zárt küzdőtérrel mint a rohamlövegek, de kizárólag páncéltörő löveggel voltak felfegyverezve amely legtöbb esetben meghaladta a páncélvadászok és a rohamlövegek páncéltörő tűzerejét. Védőpáncéljuk igen erős volt. Ebből adódóan a vadászpáncélost jóval offenzívebben lehetett használni, erre a háború utolsó éveiben szükség is volt, mivel az ellenség mély betöréseket ért el ahol az angolszász és szovjet páncélosok szétbontakoztak. A betöréseket ezekkel a vadászpáncélosokkal igyekeztek elreteszelni, ezeknek a helyszínre érve akár találkozó harcban is fel kellett venniük a harcot az ellenféllel. Itt is előfordult vegyes alkalmazás: például rohamlöveg ként történő használat de eredeti rendeltetését figyelembe véve elkülöníthető mindhárom kategória.

## Átalakítások
Az átalakítások legnagyobb részét a szükség szülte. Németország rohamtempóban fejlesztette harckocsijait. Az elavult, harcra már nem alkalmas harckocsik alvázaira szerelt különböző típusú lövegek felhasználhatóvá tették azokat. A páncélvadászok és rohamlövegek kialakítására azért került sor, mert torony nélküli változatra nehezebb (nagyobb űrméretű, jobb páncéltörő képességű) löveget lehetett szerelni. A koncepció a gyalogsági támogató tüzérség önjáróvá alakításából származott, ahol a vontatott tüzérség mozgékonyabbra váltása volt a cél. A német hadsereg Csehszlovákia, Lengyelország és mindenekelőtt Franciaország megszállása alkalmával rengeteg idegen technológiához jutott, amelyek egy részét rendszerbe állították harckocsiként, vagy átalakították önjáró löveggé.
A tűzerő és a védettség növelésére két jellemző adat: a Párduc a 7,5 cm-es L/70 űrmérethosszú KwK42 löveggel üzemelt, míg a „Jagdpanther” 8,8 cm-es PaK43/3 löveggel ugyanazon az alvázon. A Tigris esetében még nagyobb a különbség: a Tiger I 8,8 cm-es, L/56 űrmérethosszú KwK36-os lövegének páncéltörő képessége 2000 méteren 110 mm volt. A Királytigris 8,8 cm-es, L/71 űrmérethosszú KwK43-as lövege 2000 méteren 153 mm, a Vadásztigris 12,8 cm-es, L/50 űrmérethosszú PaK44-es lövege 2000 méteren 210 mm páncéltörő képességgel rendelkezett (az adatok 30° becsapódási szög mellett értendők). Abban a korban, amikor a rogyókúpos, kumulatív, szárnystabilizált, űrméret alatti nyíllövedékek még nem álltak rendelkezésre, a páncéltörő képesség növelésének két útja volt: nagyobb űrméret és nagyobb űrmérethossz. Mindkettő csak a löveg tömegének növelésével volt elérhető, amely amellett, hogy nem fért el a tornyokban, lehetetlenné tette a toronyforgató mechanizmusok alkalmazását, és megterhelte az alvázat.
A német technológiai fejlesztések – jórészt Hitler megalomániája miatt – a nagyobb méretek irányában haladtak. A mozgékonyság-tűzerő-páncélvédettség hármas egységéből a mozgékonyság kisebb jelentőségű lett. Az ideális harckocsit a német Pz IV és a Párduc képviselte, szemben a Tigrissel. Nem véletlen, hogy a Pz IV-es alvázát alakították át a legtöbb módon, illetve a legjobb rohamlöveget a Párducból rakták össze.
A korai típusoknál a védettséggel és a tűzerővel volt probléma, a későbbieknél a mozgékonysággal, és az ehhez kapcsolható hatótávolsággal voltak gondok. A Tigris például a kor színvonalának maximálisan megfelelő védettséggel és tűzerővel rendelkezett, de elégtelen erejű motorja miatt lassú volt, főleg a szovjet T–34-hez (és változataihoz, T–34/76, T–34/85) képest. Így a jelentősen megnövelt védettségű és tűzerejű Jagdtiger gyakorlatilag csak állóharcokra, beásott védekezésre (páncélvadász szerepkörre) volt alkalmas akkor, amikor hatékony rohamlövegek kellettek volna.

## Jelentősebb átalakított járművek

### Önjáró tüzérség
Az önjáró tüzérségi eszközök gyalogsági támogató fegyverek, amelyek repeszfüggönyt, tűzhengert, fedezőtüzet biztosítottak a gyalogsági támadásokhoz. Elsődlegesen a vontatott és málházott tüzérség gyorsítására fejlesztették, megtakarítható volt a löveg tűzkész állapotba hozási idejének jelentős része, és nem elhanyagolható módon a tüzérek védettsége is nagyobb lett a páncéllemez-előtéteknek és az oldalsó páncélzatnak köszönhetően. A későbbiekben ezeknek állandó problémát jelentett a lőszerutánpótlás, főleg a 38 cm-es lövegű Sturmpanzer VI Sturmtiger esetében: itt a járműbe kevés lőszer fért el, és a lövedék mozgatása, töltése és ürítése is nehézkes volt.

#### Típusok és alapjaik
- Sturmpanzer I Bison – Pz I-ből
- Sturmpanzer Grille – Pz 38(t) alvázán
- Sturmpanzer II Wespe – Pz II-ből
- Sturmpanzer IV Hummel – Pz IV-ből
- Sturmpanzer IV Brummbär – Pz IV-ből
- Sturmpanzer IV StuH – Pz IV-ből
- Sturmpanzer VI Sturmtiger – Tigrisből

### Páncélvadászok és rohamlövegek

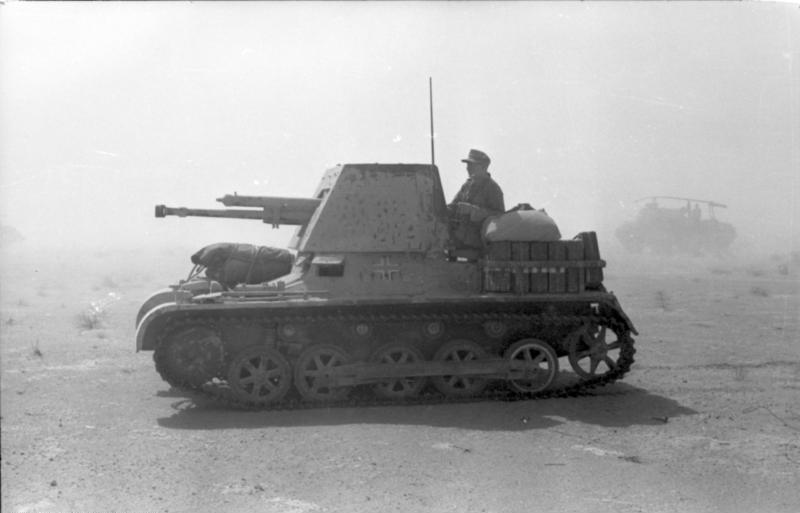
Panzerjäger I Észak-Afrikában, 1941. márciusából

Az önjáró páncéltörő lövegek csak a beépített fegyverzet tekintetében különböznek a többi tüzérségi önjáró lövegtől. Ez a páncéltörő ágyú, amely miatt hadászati szerepük a nagy tankcsaták idején megnőtt. E fegyverzet miatt állandó és közvetlen támadásoknak voltak kitéve az ellenség részéről, mivel feladatukat csak az első vonalban oldhatták meg. Ezért itt nemcsak a tűzerő növelése, hanem a védettség fokozása is elengedhetetlen feladat lett, emellett fontos volt a precíz irányíthatóság (kormány- és futómű), a minimális fordulókör (esetenként a helyben fordulás képessége).
A német páncélvadászok egységes jellemzője, hogy forgatható toronnyal nem rendelkeztek. A főfegyverzet oldalirányú mozgathatósága 10–30° között mozgott, vagyis a jármű vezetőjének kellett a durvairányzást elvégezni az egész jármű irányba állításával. Kezelőszemélyzetük létszáma többnyire ugyanannyi, mint az azonos kategóriájú harckocsiké.
Az első páncélvadászokat a lehető legegyszerűbb módszerekkel állították elő: eltávolították a tornyot és a küzdőtér felső páncélzatát, majd mellvédet állítottak a jármű elejére és oldalaira. Ez a mellvéd hasonló volt a fogatolt tüzérség előtétpáncéljaihoz, de jóval magasabb és vastagabb is lehetett annál. Az elülső és oldalsó páncéllemezek közti tágas tér adott helyet a nagy(obb) tűzerejű lövegnek, a kezelőszemélyzetnek, a lőszernek és az önvédelmi kézifegyvereknek. Több típusba másodlagos fegyverzetet (géppuska, gépágyú) egyáltalán nem helyeztek el, ezért csak a kézifegyverekkel lehetett közvetlen gyalogsági támadást elhárítani. Ebből – és a nyitott küzdőtérből – kifolyólag a korai páncélvadászok rendkívül sebezhetőek voltak gyalogság elleni harcban, és a mellvédek viszonylag kis vastagsága miatt gyakran alulmaradtak a harckocsikkal szemben. A nyitott felső rész védtelenné tette őket a bombázók és vadászgépek támadásaival szemben is.
A tapasztalatok alapján teljesen zárt testű és erősen páncélozott páncélvadászokat alakítottak ki. Jó példa erre a Pz 38(t) alvázára épített páncélvadászok sorozata a Marder II-től a Marder III-on keresztül a Hetzerig. A Pz IV alvázakra épített Hornisse (Nashorn), Jagdpanzer IV. A fejlesztés a Dickermax kialakítása idején fordult az új irány felé, ezért ebből a Nashornra emlékeztető típusból összesen két darabot építettek. A Pz III alapjaira szerelt StuG III ugyanezt mutatja. A Párduc és Tigris harckocsikból csak zárt felépítményes vadászokat gyártottak, de a Tigrisnél a Ferdinand és Elephant sikertelensége után még kompaktabbra álltak át, ez lett a Jagdtiger.

#### Típusok és alapjaik
- Panzerjäger I – Pz I-ből
- Panzerjäger Marder I – Pz II ausf A, B, C és F variánsok
- Panzerjäger Marder II – Pz II ausf D és E variánsok, valamint Pz 35(t) és Pz 38(t) alvázán
- Panzerjäger Marder III – Pz III, Pz 35(t) és Pz 38(t) alvázán

- Jagdpanzer 38(t) Hetzer – Pz 38(t)

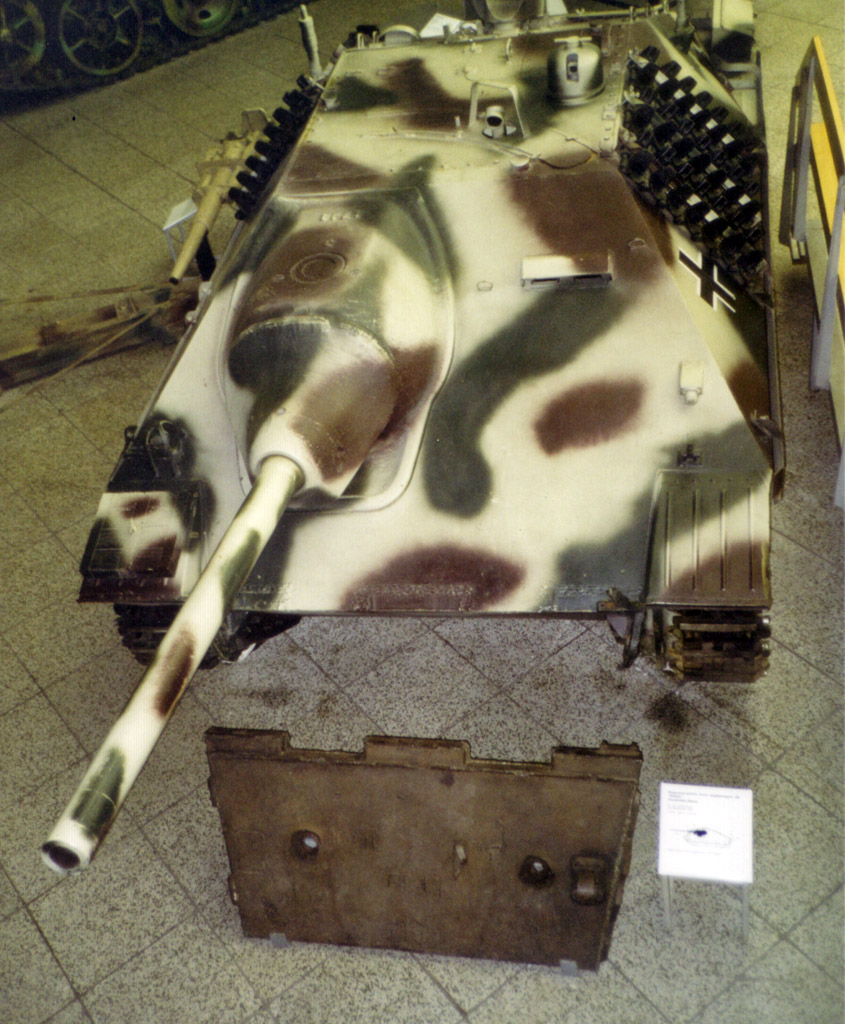
Jagdpanzer 38(t) Hetzer a drezdai hadtörténeti múzeumban

- Geschützwagen 39H(f) Pak40(SF) – Char Légere H38-ból
- Geschützwagen R35(f) – Char Légere R35-ből
- Geschützwagen S35(f) – Char de Chevaliére (Somua) S35-ből
- Pz M15/42 738(i) – Carro Armato M15/42-ből
- Panzerjäger Pz II 748(e) – Matildából
- Sturmgeschütz StuG III – Panzerkampfwagen III-ból
- Jagdpanzer (Panzerjäger) IV – Pz IV-ből
- Jagdpanzer (Panzerjäger) IV/48 – Pz IV-ből
- Jagdpanzer IV/70 (ausf A és V) – Pz IV-ből
- Jagdpanzer IV Hornisse (Nashorn) – Pz IV-ből
- StuG IV – Pz IV-ből
- Panzerjäger 10,5 Dickermax – Pz IV-ből
- Panzerjäger 12,8 Selbstfahrlafette (Stubborn/Sturer Emil) – Vk3001 prototípusból
- Jagdpanzer V (Jagdpanther) – Párducból
- Jagdpanzer VI Jagdtiger – Tigrisből
- VK 4501 (P) Elephant/Ferdinand – Tigrisből

### Lángszórós harckocsik
- Flammpanzer II Flamingo – Pz II-ből
- Flammenwerfer StuG F1 – Pz II-ből
- Flammpanzer 38(t) – Pz 38(t)-ből
- Flammpanzer III – Pz III-ból

### Felderítő járművek
- Lynx – Pz II ausf L

### Légvédelmi önjáró lövegek
- Flakpanzer I – Pz I-ből
- Flakpanzer IV Möbelwagen – Pz IV-ből
- Flakpanzer IV Flakvierling – Pz IV-ből
- Flakpanzer IV Kügelblitz – Pz IV-ből
- Flakpanzer IV Gepard – Pz IV-ből
- Flakpanzer IV Ostwind – Pz IV-ből
- Flakpanzer IV Wirbelwind – Pz IV-ből

## Galéria

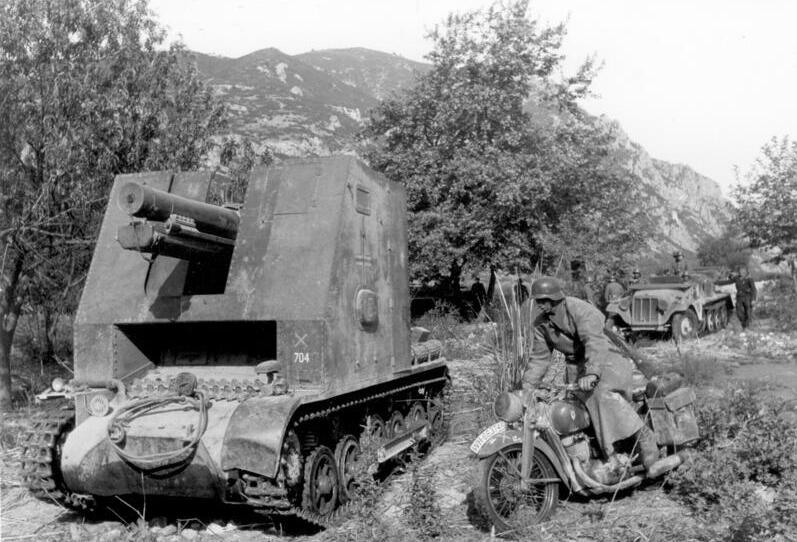
Sturmpanzer I B a sIG33-as löveggel 1941. áprilisában
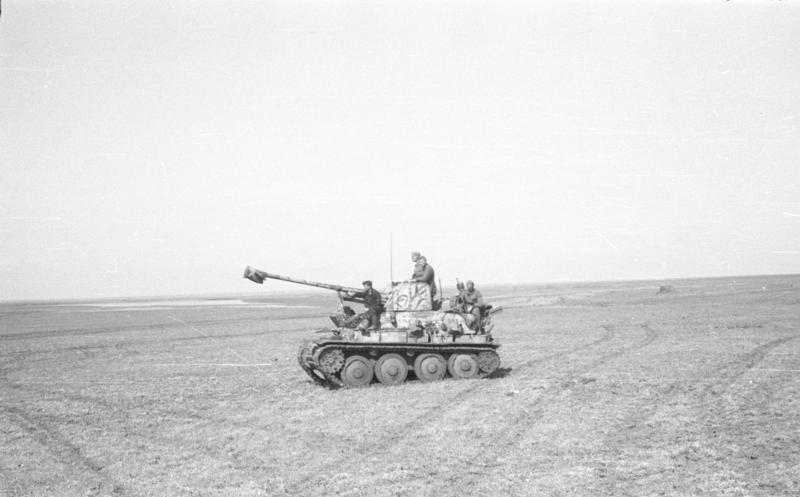
Kis felépítményű Marder II Pz 38(t) alvázon, 1942. májusában a Krímben
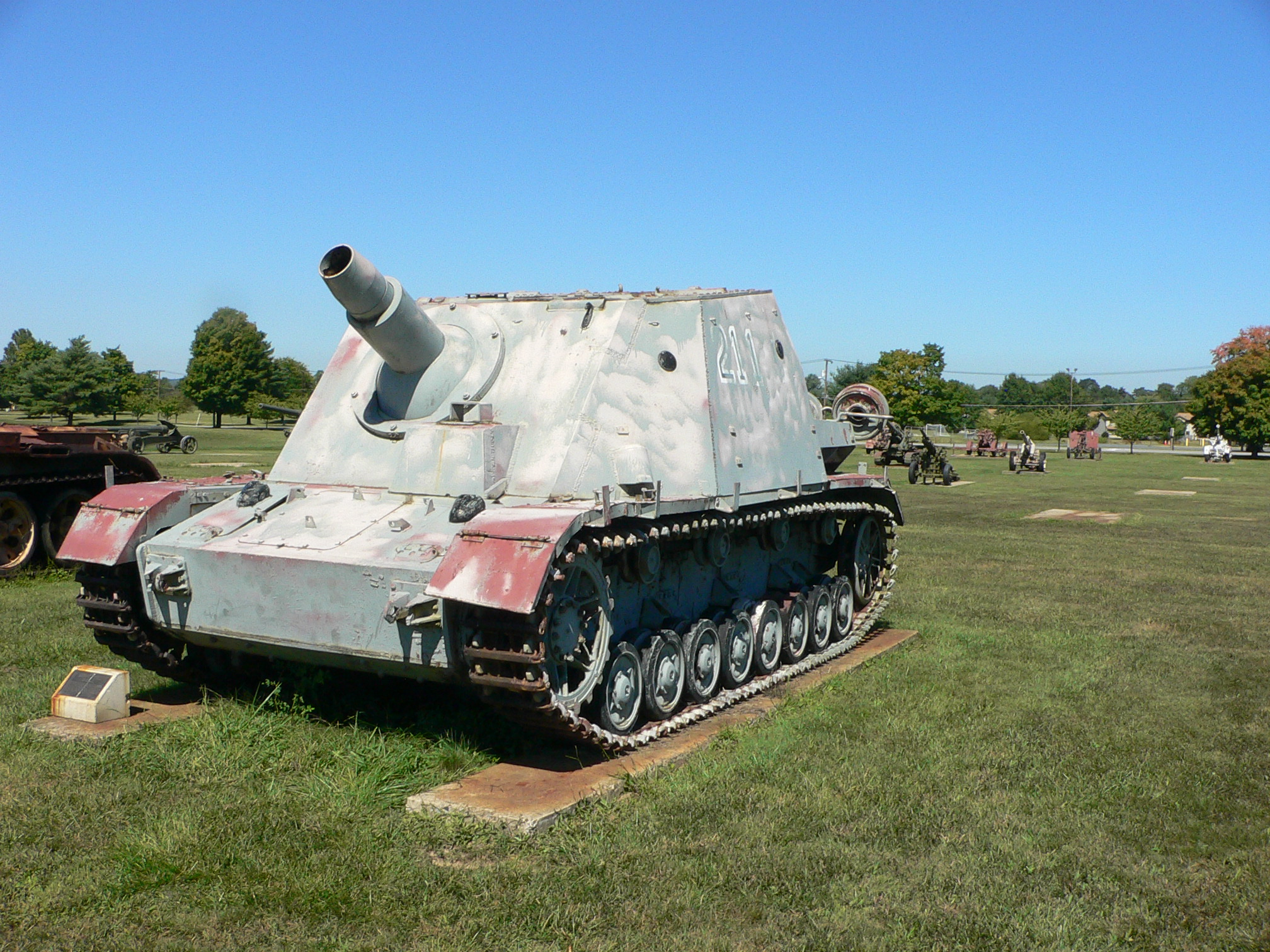
Sturmpanzer IV Brummbär az aberdeeni Ordonance Múzeumban, 15 cm-es StuH43 L/12 löveggel
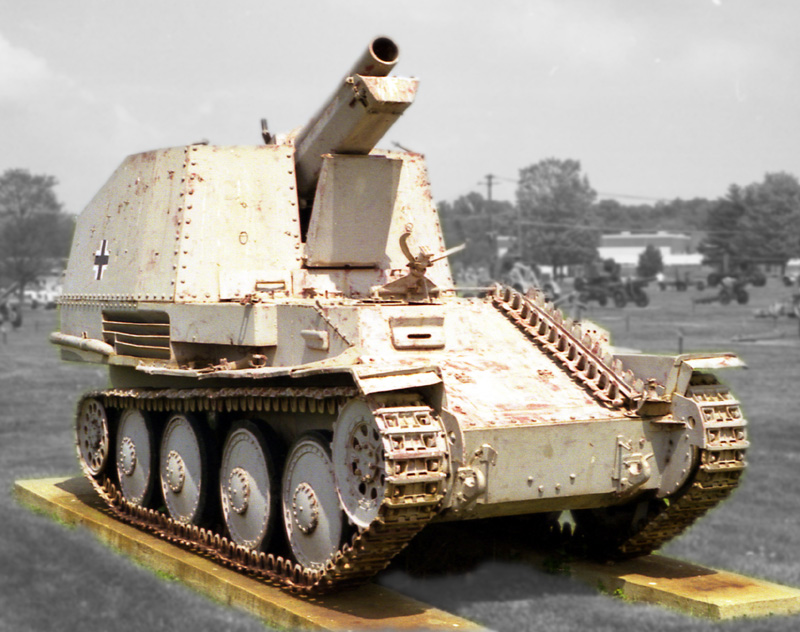
Grille a Pz 38(t) alvázán sIG33-as löveggel az aberdeeni múzeumban
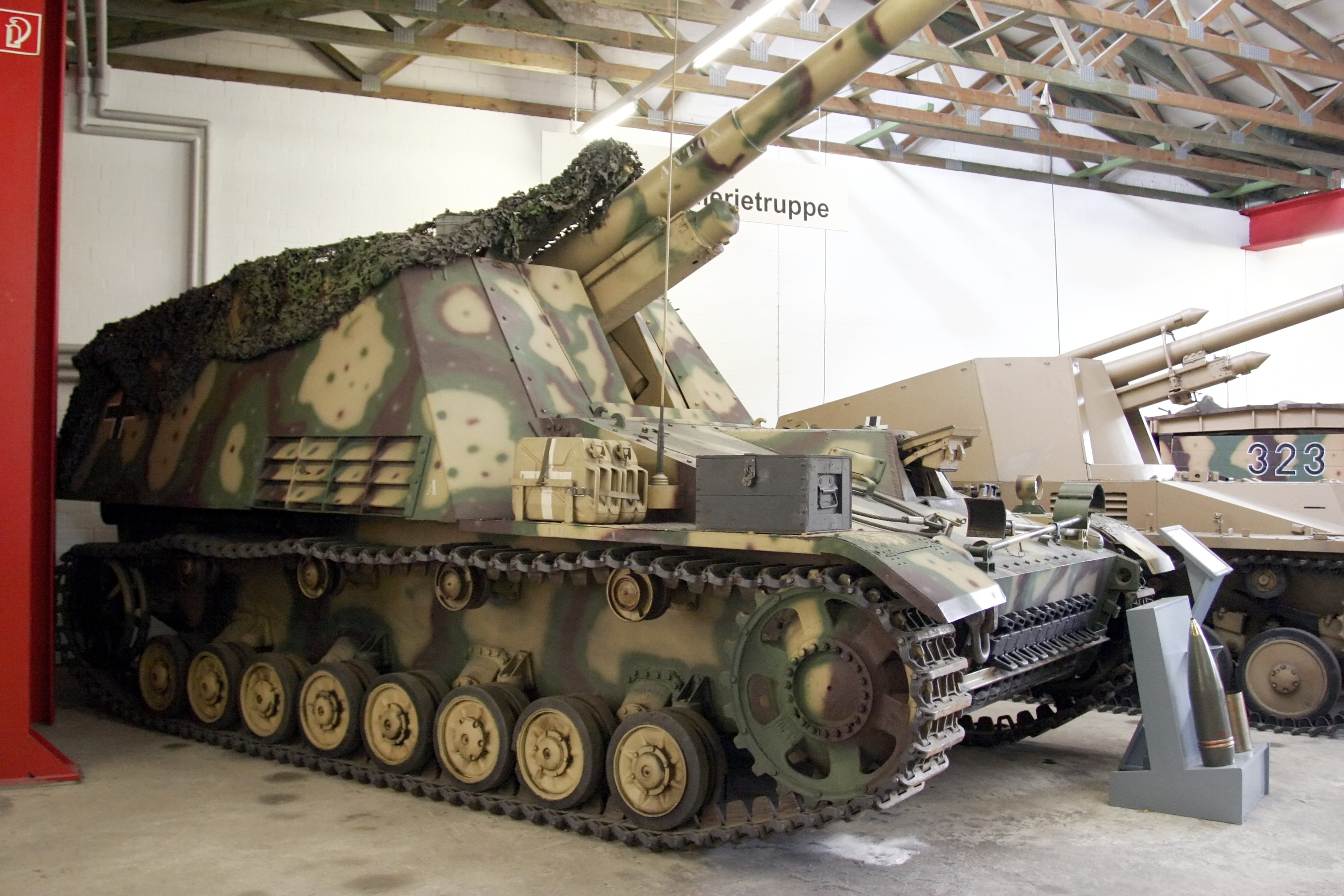
Hummel 15 cm-es LeFH löveggel
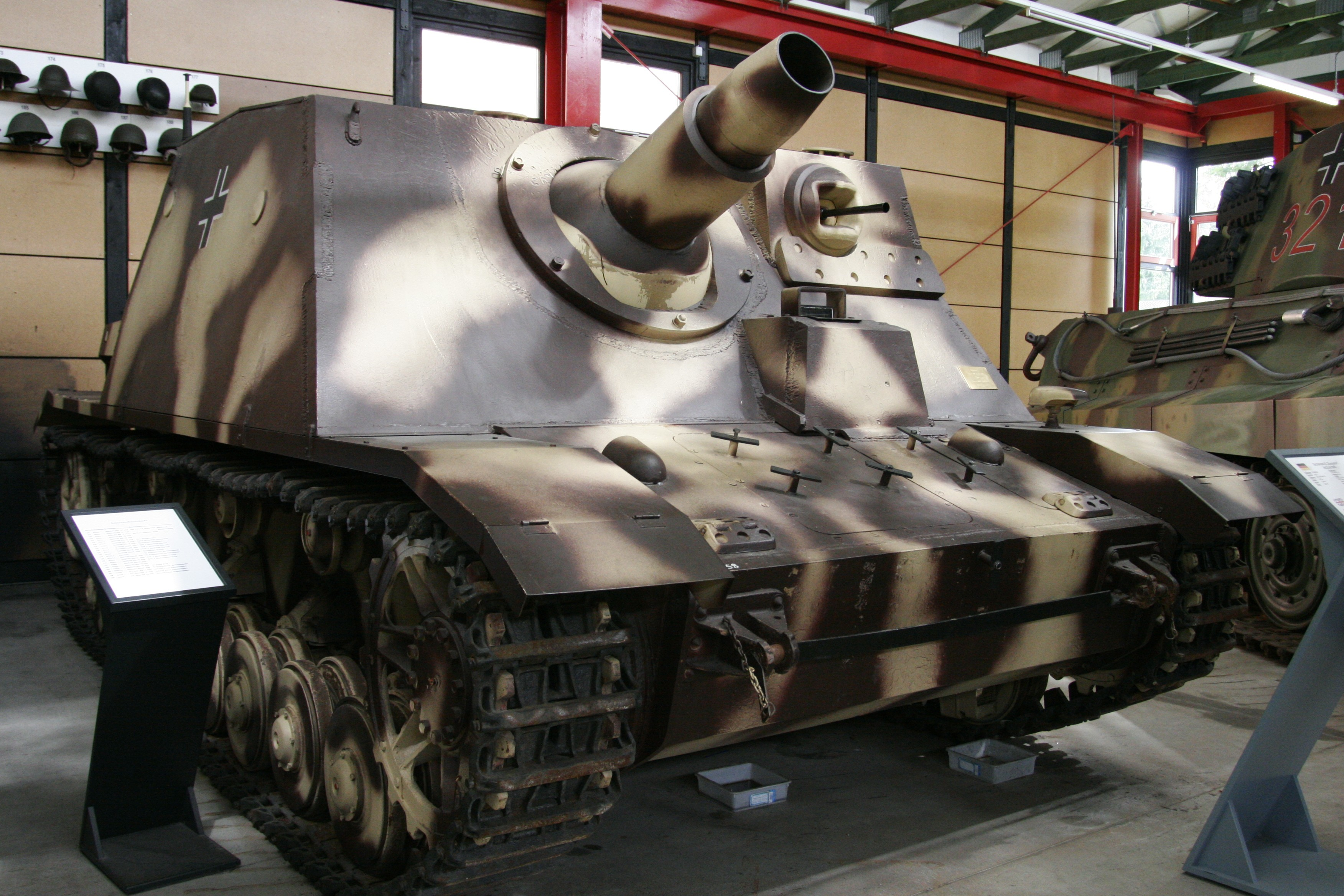
Sturmpanzer IV StuH a 15 cm-es StuH43 L/12 löveggel
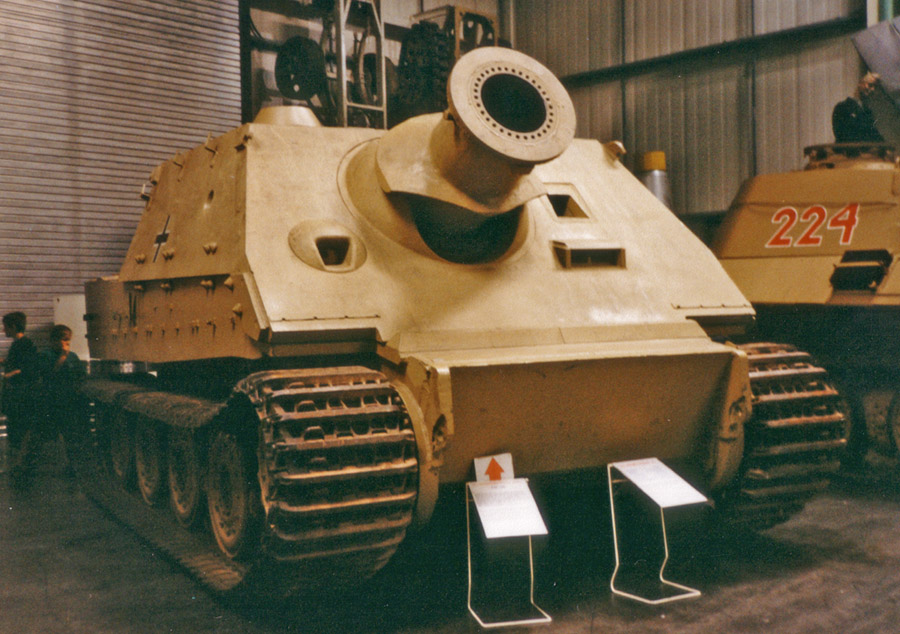
Sturmpanzer VI Sturmtiger
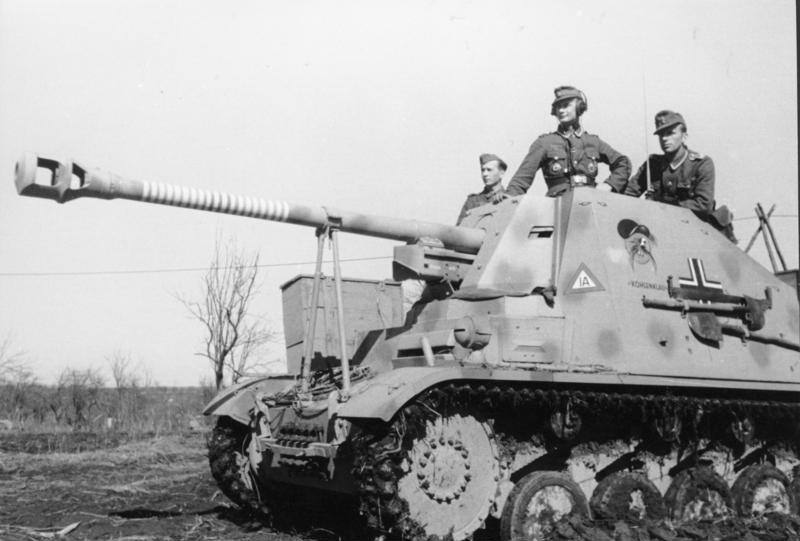
Marder II ezúttal egy Pz II alvázán, 1943. március 21-én, Közép-Oroszországban
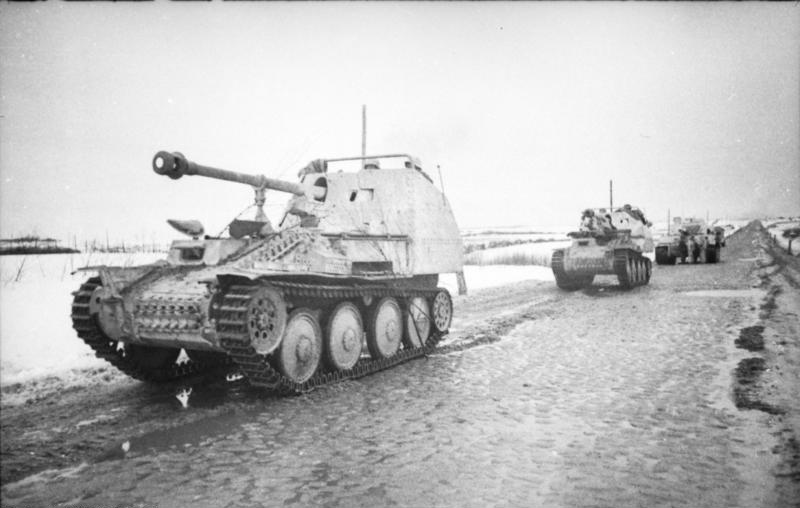
Pz 38(t) alvázra épített Marder III, 1944. januárjában Oroszországban
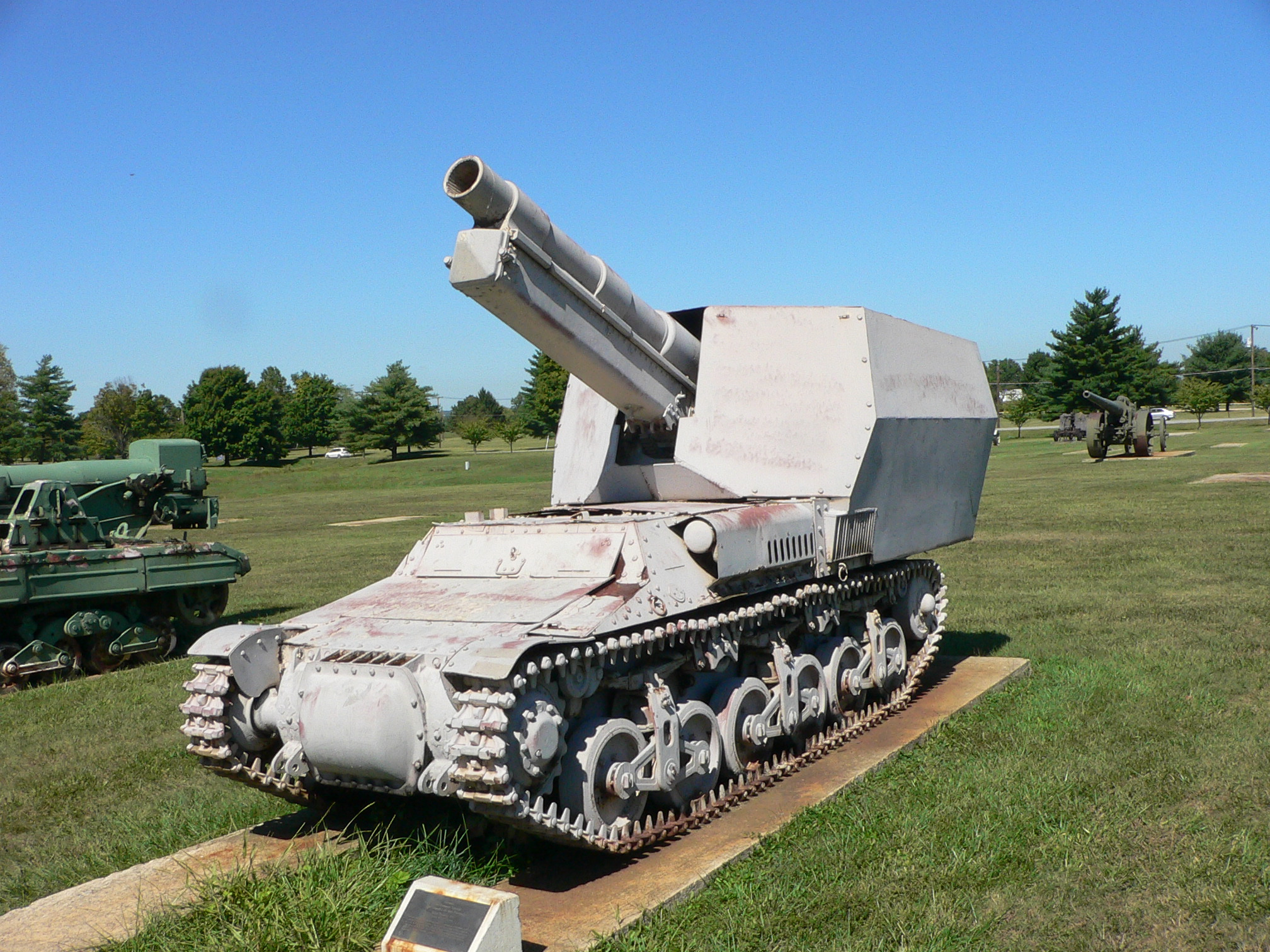
Lorraine-alvázra épített 15 cm-es tarack az aberdeeni múzeumban
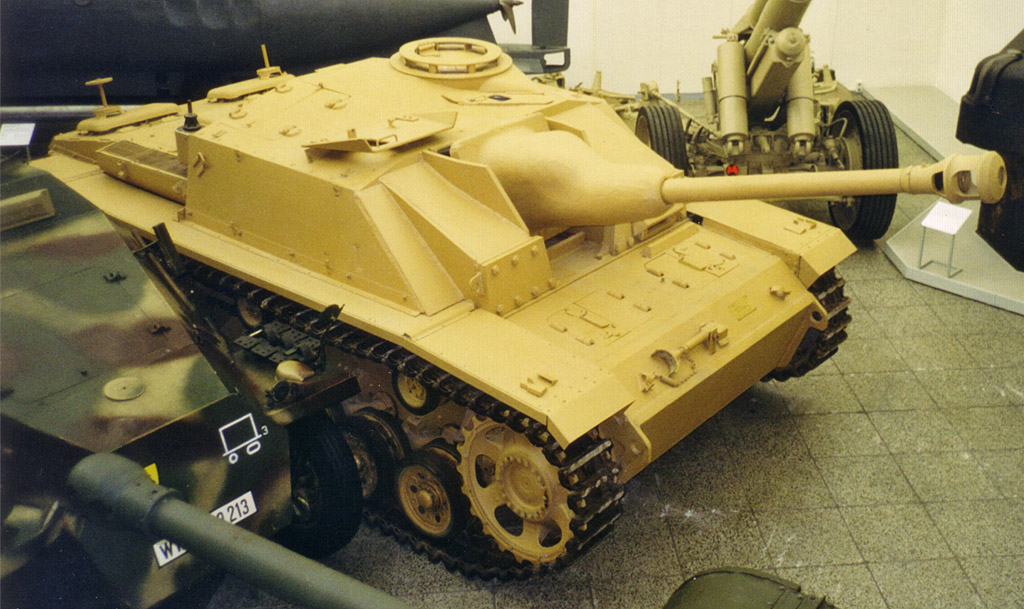
StuG III ausf G a drezdai múzeumban
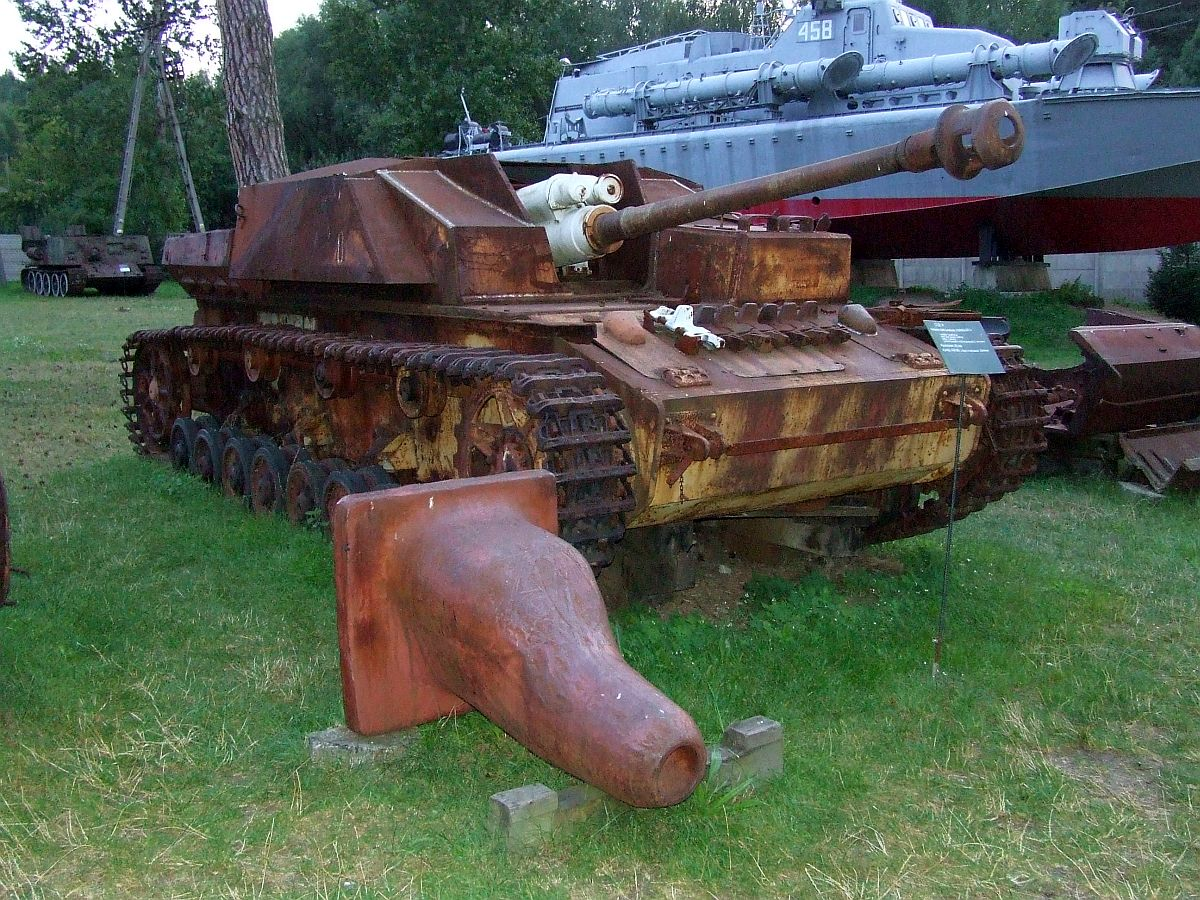
StuG IV, Muzeum Orła Białego
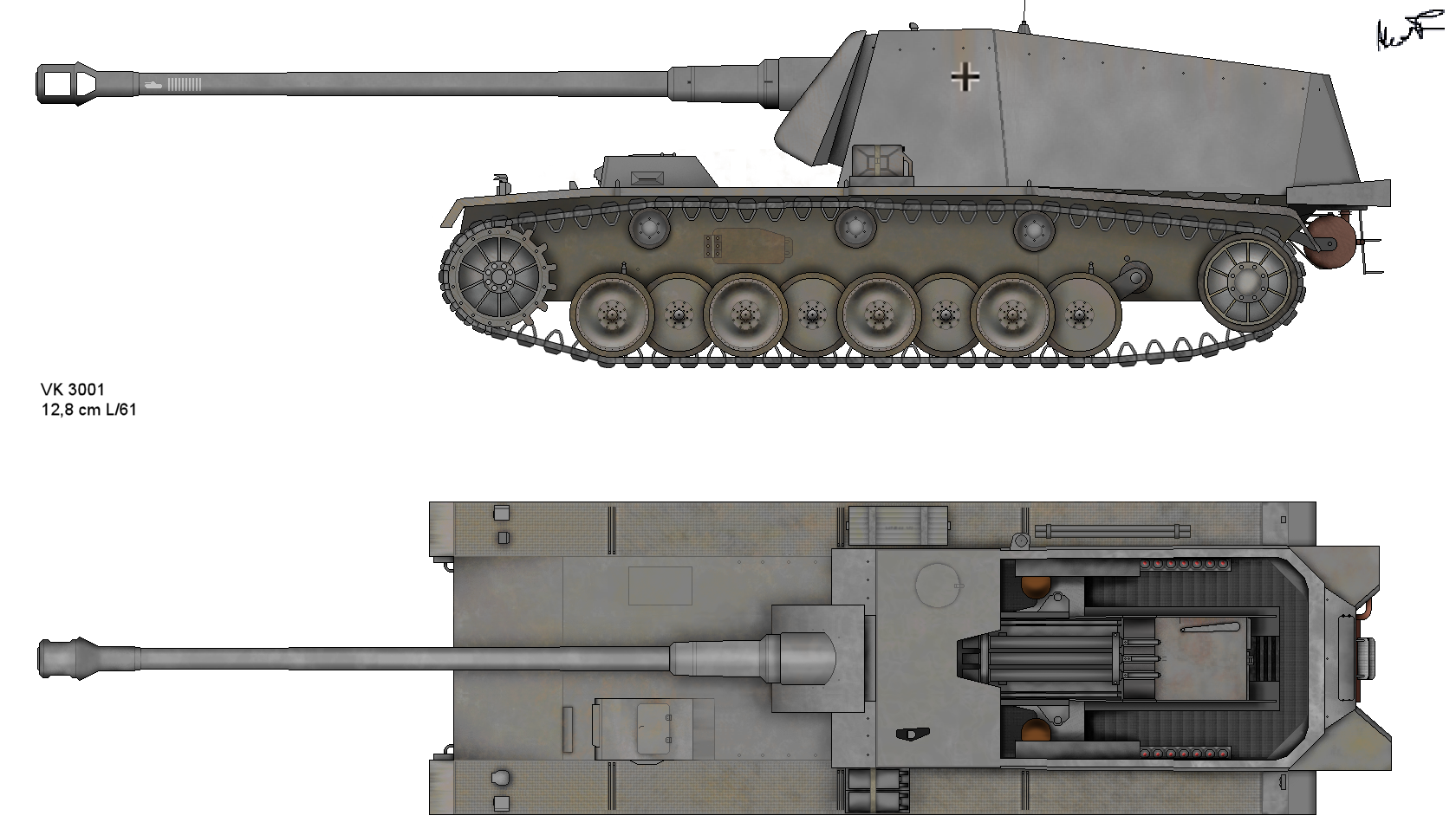
A Stubborn Emil tervrajzai, jól látható a 12,8 cm-es, L/61 űrmérethosszú löveg
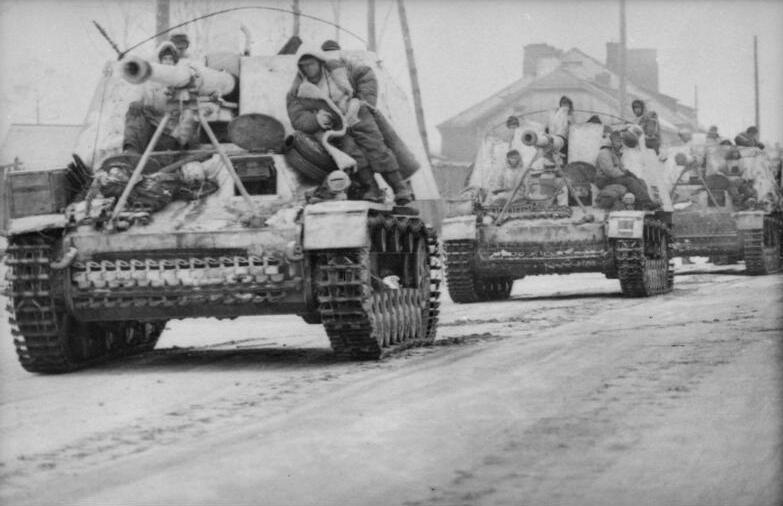
Nashornok menete 1944 első hónapjaiban
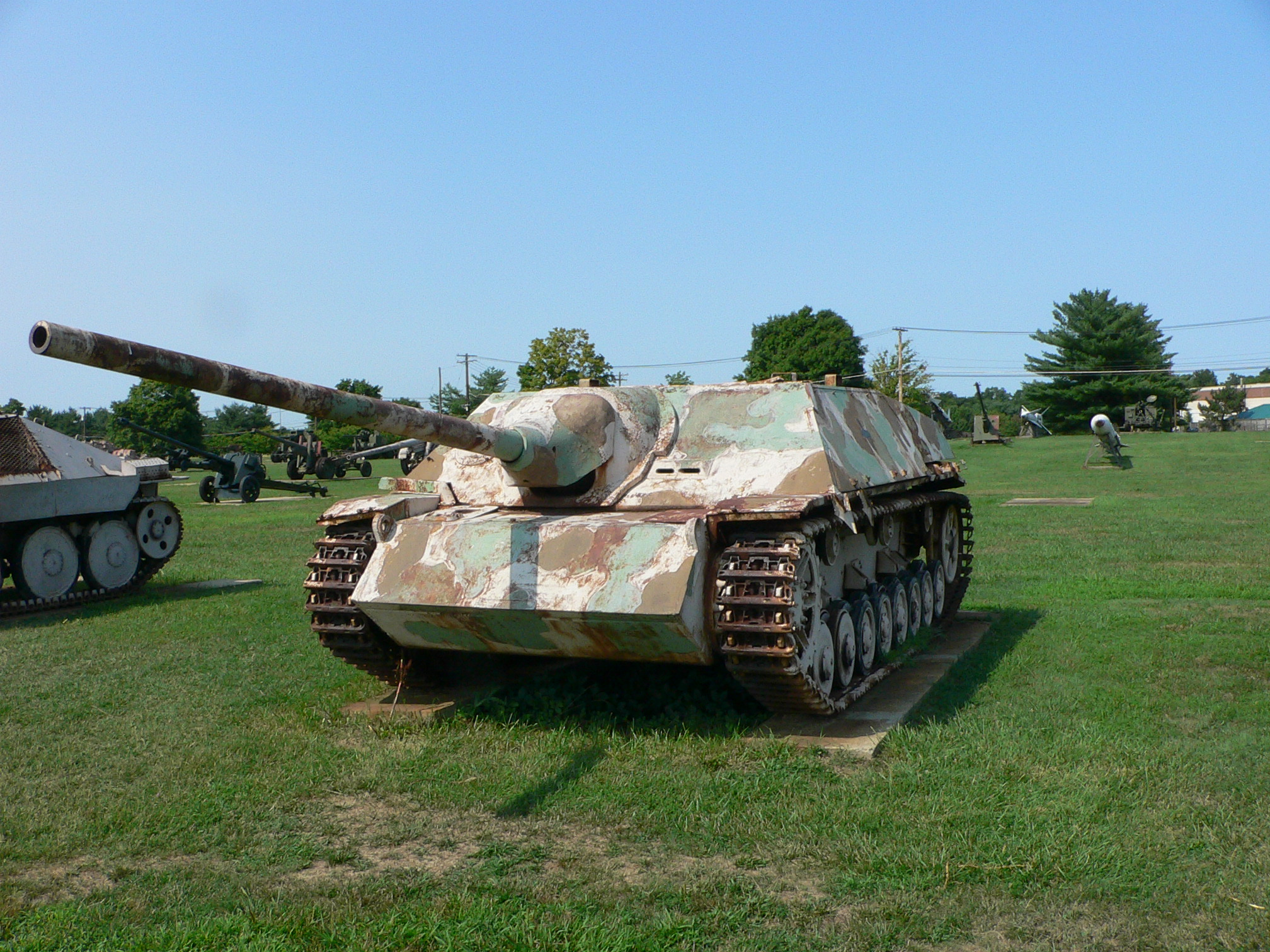
Jagdpanzer IV az aberdeeni harckocsimúzeumban
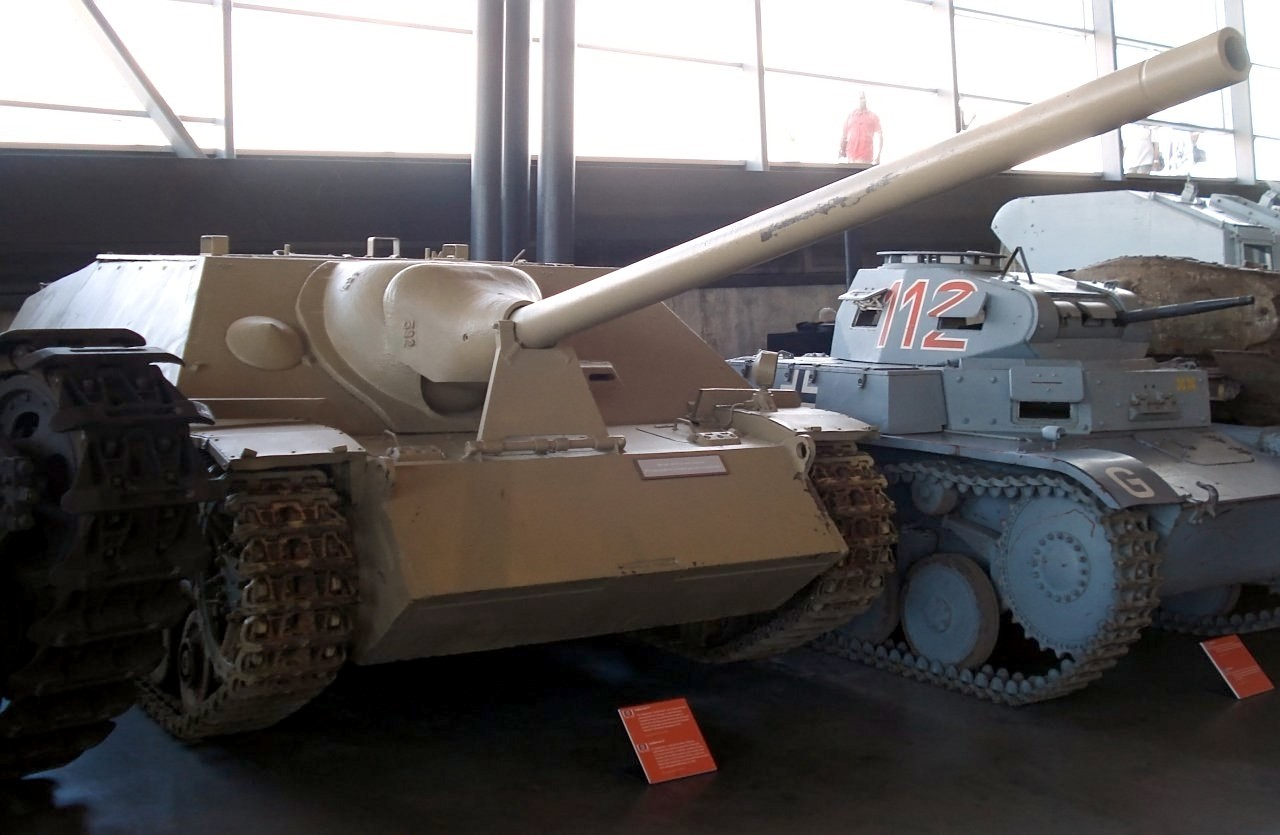
Jagdpanzer IV/70 az ottawai hadtörténeti múzeumban. A háttérben egy Pz I-es
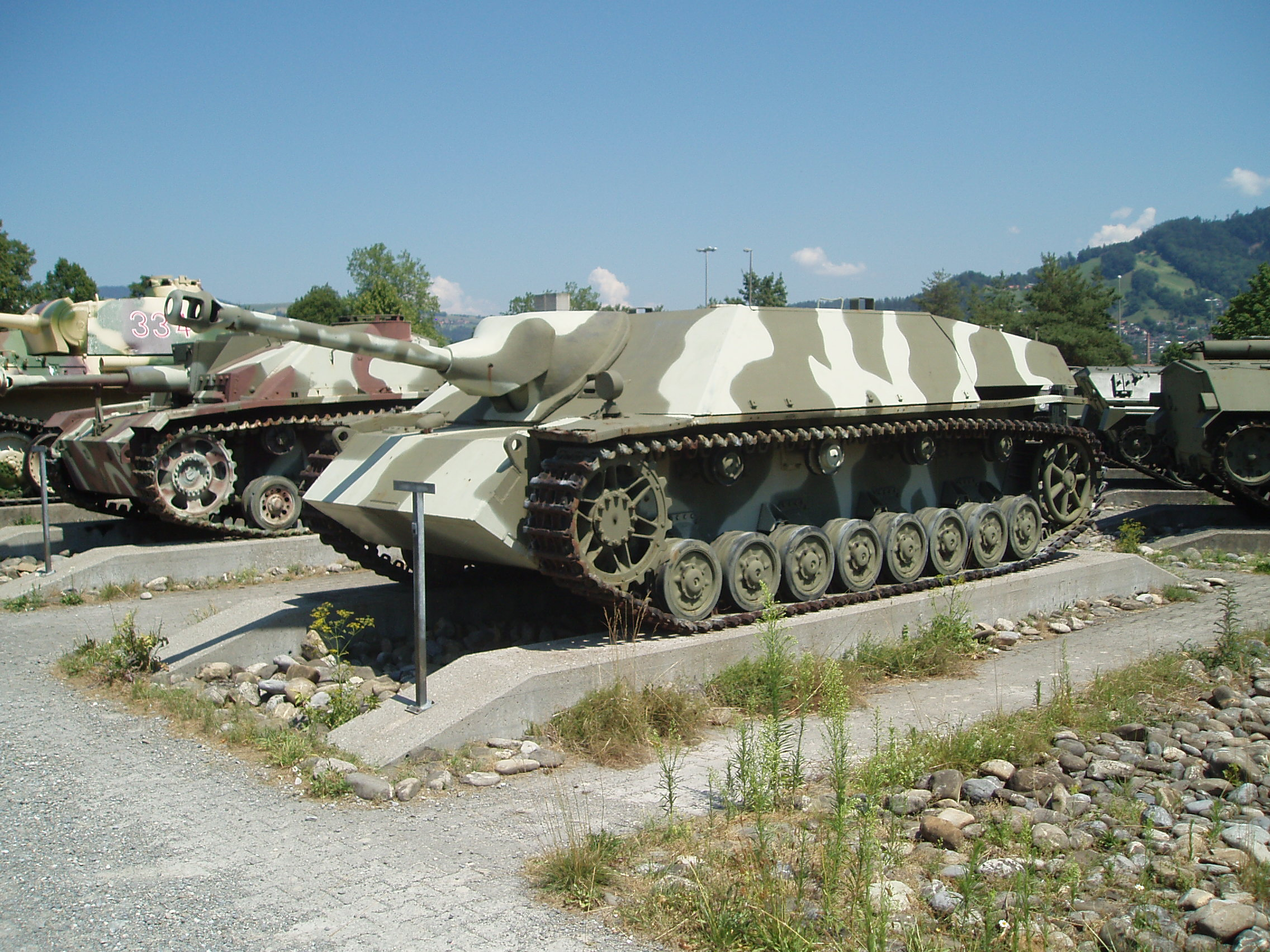
Jagdpanzer IV/48 a thuni harckocsimúzeumban
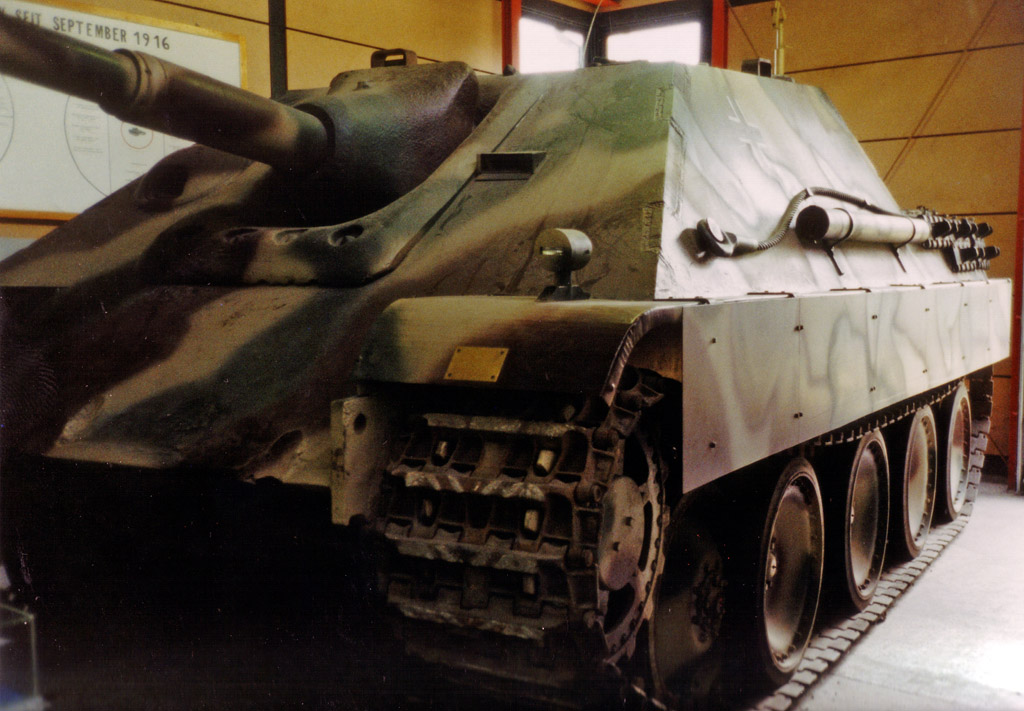
Jagdpanzer V Jagdpanther a münsteri harckocsimúzeumban
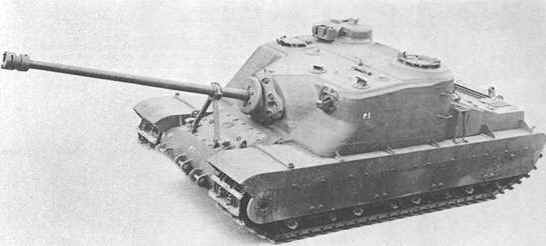
A39 Tortoise
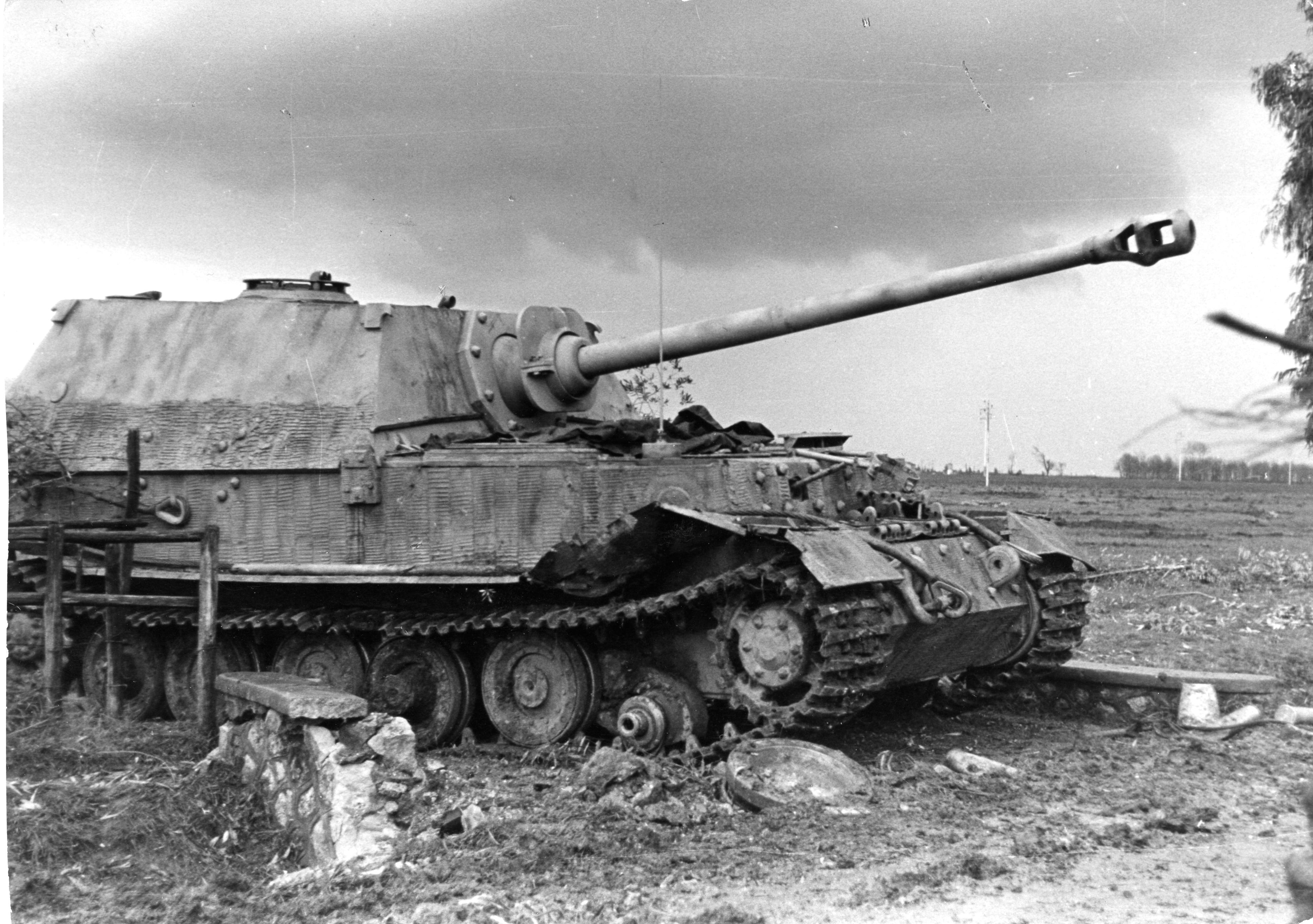
Elephant páncélvadász, 1944. áprilisában Olaszországban
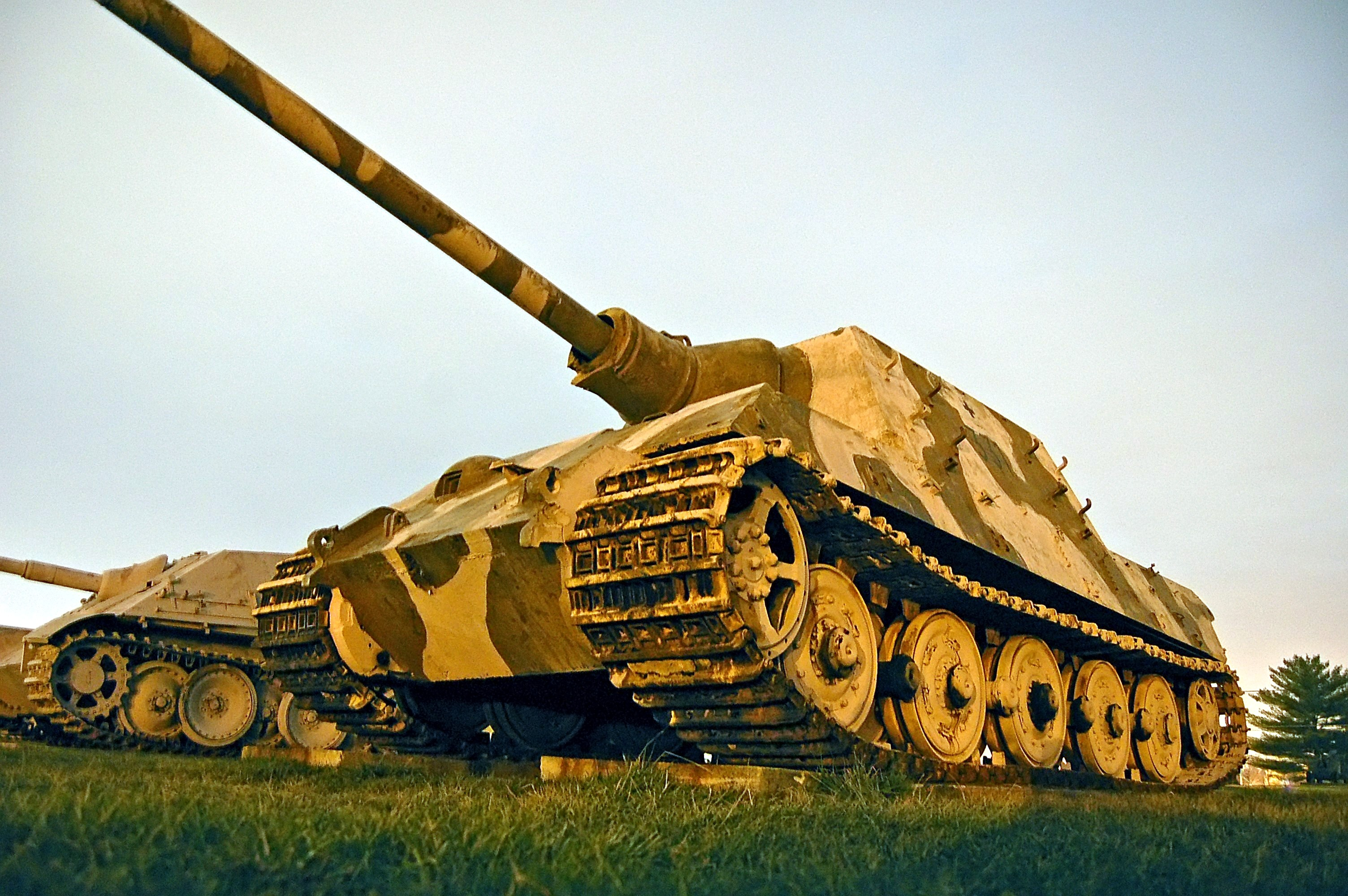
Vadásztigris az aberdeeni múzeumban
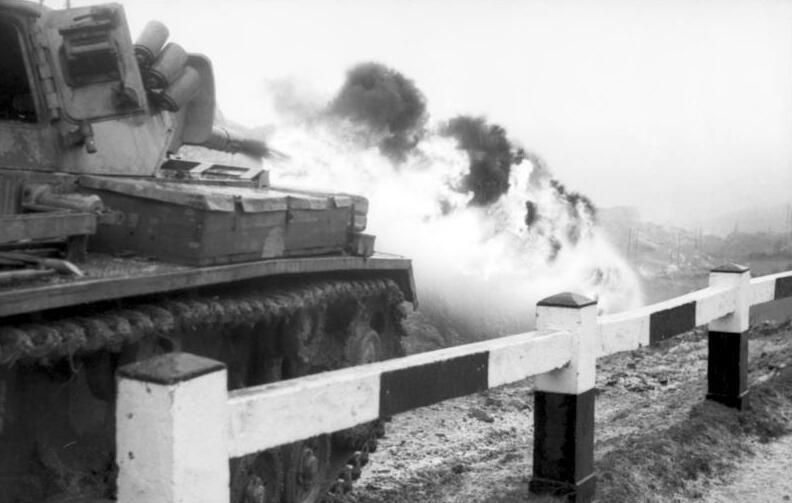
Flammpanzer III akcióban, 1943, Olaszország
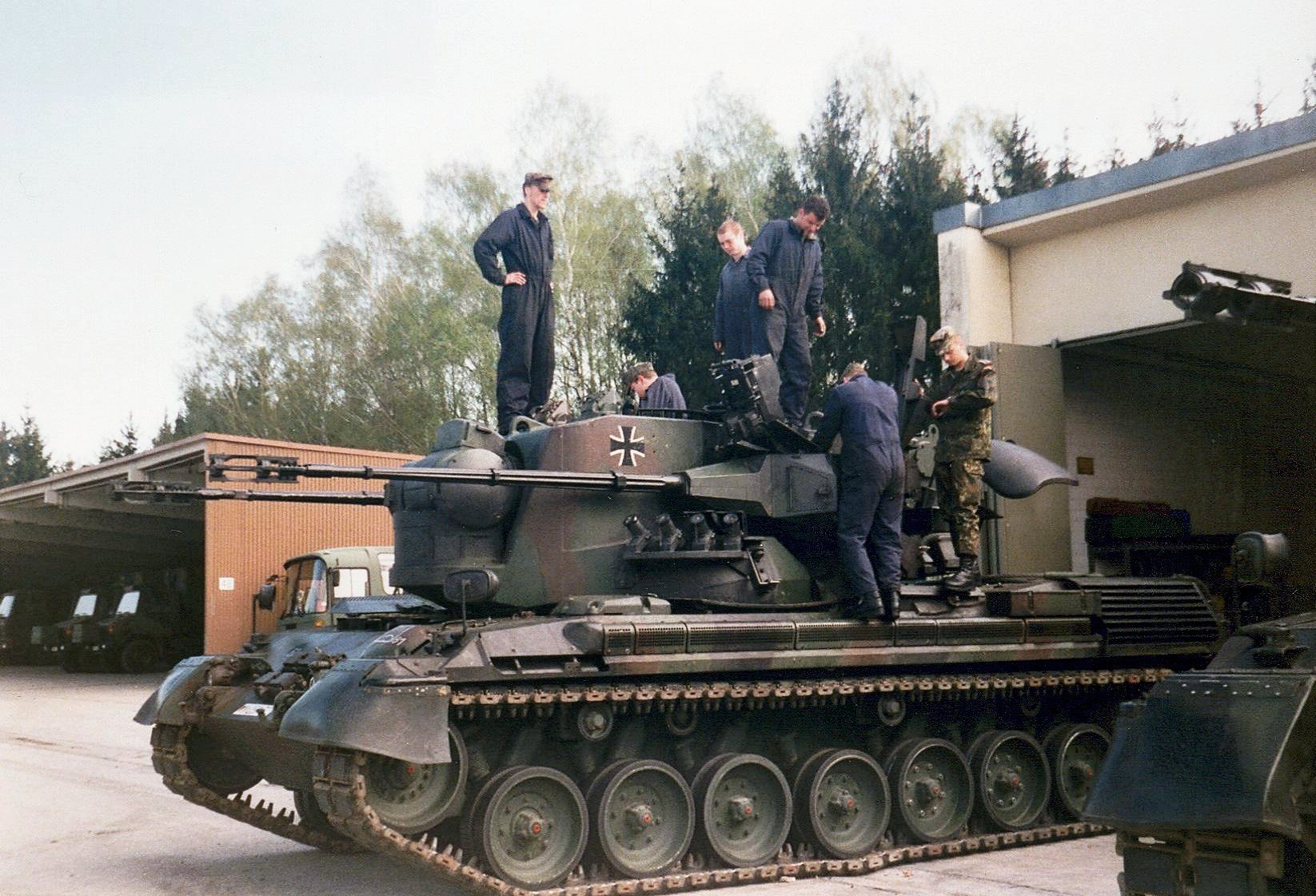
Flakpanzer IV Gepard
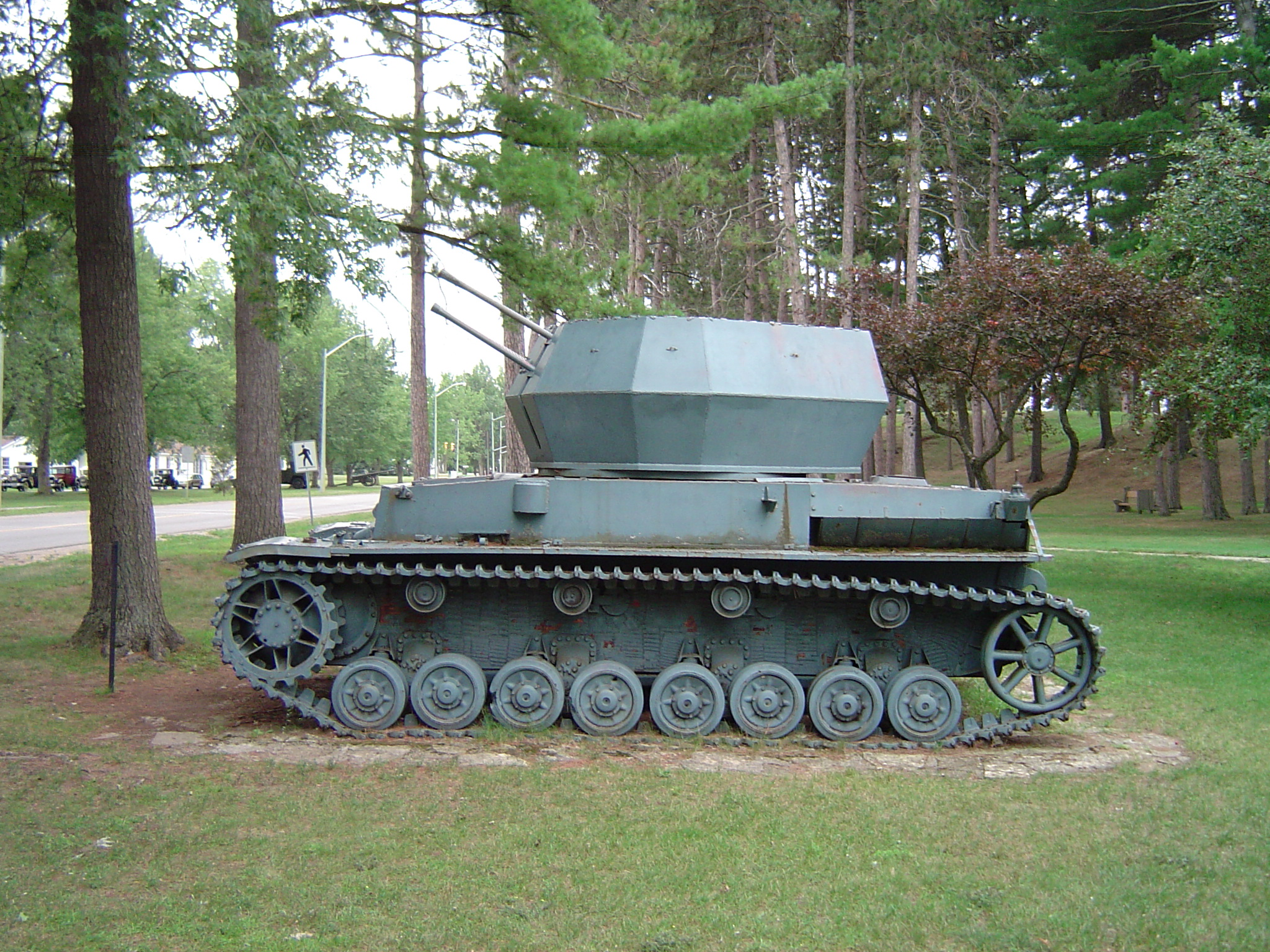
Flakpanzer IV Wirbelwind a worthingtoni harckocsimúzeumban
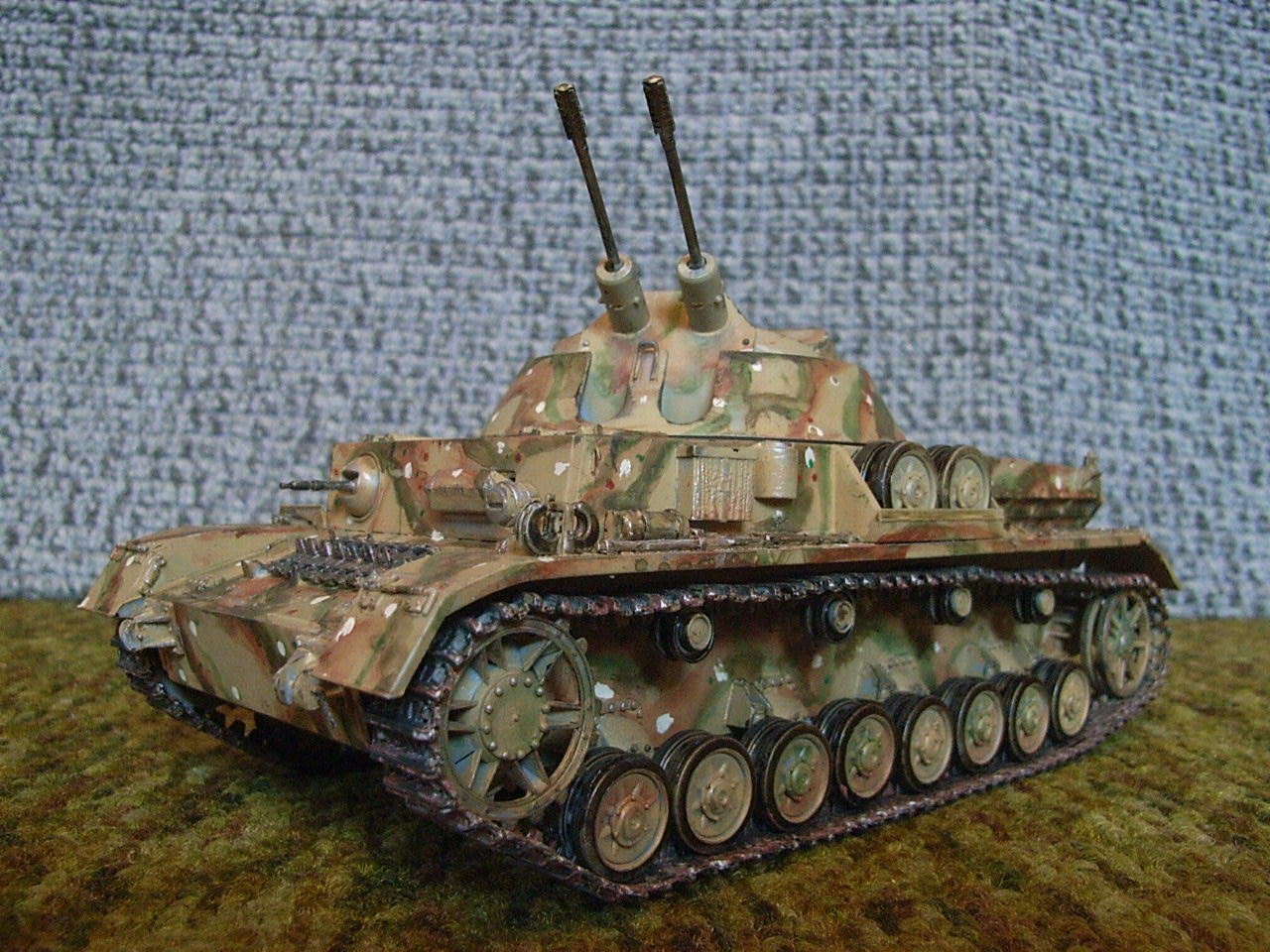
Flakpanzer IV Kügelblitz modellje
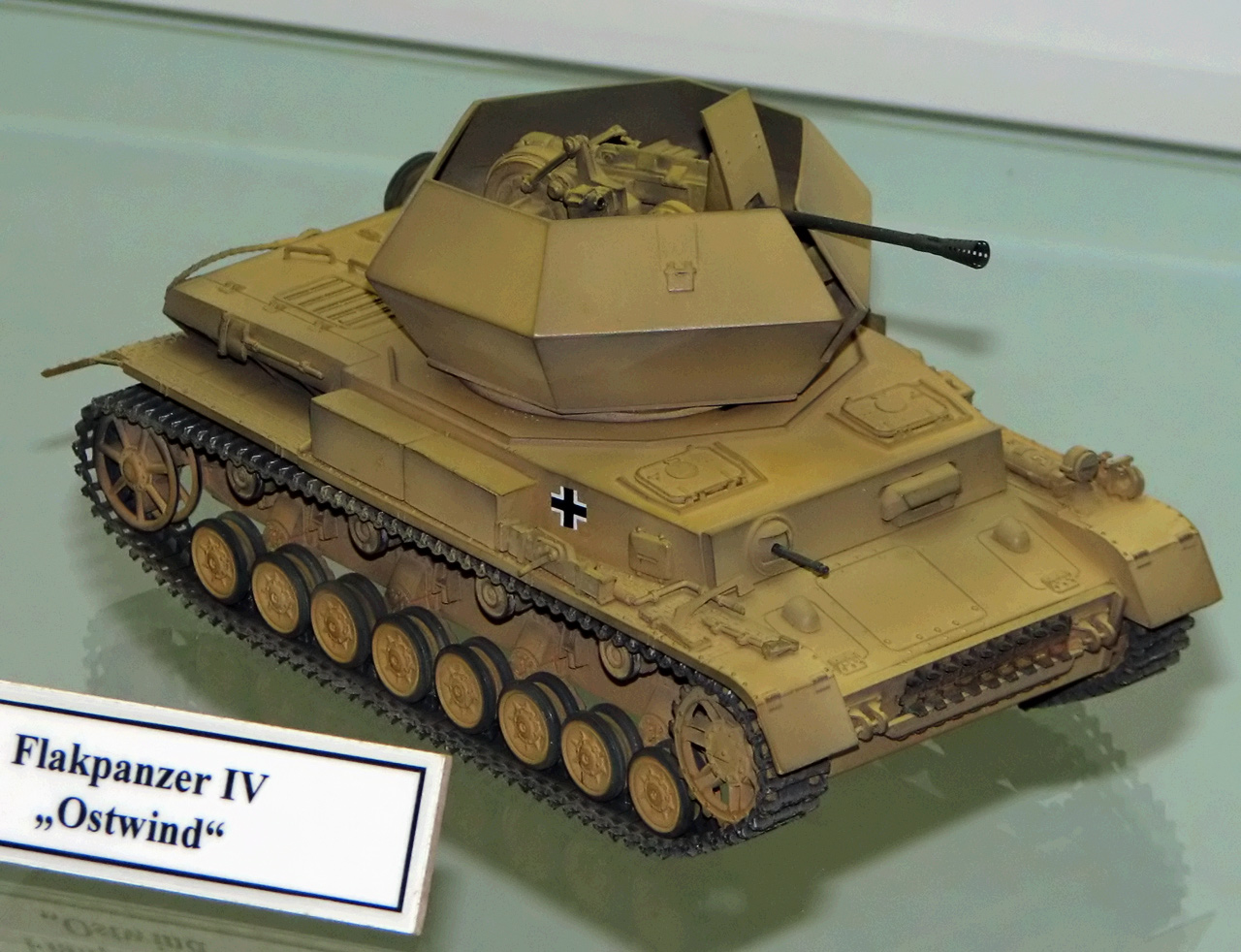
Flakpanzer IV Ostwind modellje